# Oscar Dronjak
Oscar Fredrick Dronjak (ur. 20 stycznia 1972) – szwedzki gitarzysta. Obecnie gra w zespole Hammerfall. Z dzisiejszych członków grupy tylko on i Joacim Cans są obecni w zespole od początku jego działalności.
Urodził się w mieście Mölndal. Ojciec Oscara jest Serbem a matka Szwedką. Jego pierwszym instrumentem był akordeon, później zaczął grać na puzonie, a w wieku 14 lat na gitarze. Niedługo później założył swój pierwszy zespół, The Hippie Killers. W 1989 roku stworzył deathmetalowy zespół Desecrator, który później zmienił nazwę na Ceremonial Oath. Oscar opuścił tę grupę tuż przed wydaniem jej pierwszej płyty. 
Koniec jego kariery w Ceremonial Oath był jednocześnie początkiem zespołu Hammerfall. Najpierw był to drugorzędny projekt Oscara i jego przyjaciół, ale grupa dość szybko nagrała pierwszy album studyjny Glory to the Brave.
Oscar Dronjak śpiewał także na albumie Subterranean zespołu In Flames w utworze Stand Ablaze, a także w piosence Dead Eternity z krążka The Jester Race.
Używa gitar Jackson.

## Dyskografia
- Dimension Zero - Penetrations from the Lost World (1997, gościnnie)
- Cans - Beyond the Gates (2004, gościnnie)
- Witchbound - Tarot's Legacy (2015, gościnnie)